# Hohe Dirn
Die Hohe Dirn ist ein Berg in den Oberösterreichischen Voralpen südöstlich Ternberg von in Oberösterreich.
Der Berg befindet sich am linken Ufer der Enns in den Gemeinden Losenstein, Reichraming und Ternberg, wobei der 1134 m ü. A. hohe Gipfel auf dem Gebiet der Gemeinde Ternberg liegt. Der Berg ist leicht erreichbar, kann sogar mit dem Auto befahren werden und stellt selbst im Winter ein lohnenswertes Ziel mit einer  tollen Aussicht nach Süden dar. Die südöstlich knapp unter dem Gipfel liegende Anton-Schosser-Hütte ist ganzjährig geöffnet.
Mit dem Star Park Hohe Dirn ⊙ existiert auf dem Berg eine Beobachtungsstation des Astronomischen Beobachtungsvereins Sternfreunde Steyr.